# Aarhus Gymnastikforening
Aarhus GF je danski nogometni klub iz Aarhusa. 

## Uspjesi
- Danska Superliga
  - Prvak (5): 1954./55., 1955./56., 1956./57., 1960., 1986.

- Danski kup
  - Pobjednik (9): 1954./55., 1956./57., 1959./60., 1960./61., 1964./65., 1986./87., 1987./88., 1991./92., 1995./96.

## Vanjske poveznice
- Službene stranice